# 恋のバカヤロー!
『恋のバカヤロー!』（こいのバカヤロー）は、2002年10月23日から2003年9月3日までTBS系列局で放送されていたTBS製作のバラエティ番組である。放送時間は毎週水曜 20:00 - 20:54 （日本標準時）、直前の時間帯にミニ番組を編成していなかったTBSのみ19:54からの60分枠で放送。

## 概要
恋愛をテーマにしたさまざまな企画を行っていた番組。2001年4月6日・2001年9月21日・2002年3月29日の3回にわたって放送されていたTBSの改編期特番『キャイ〜ン&ユースケ炎の恋愛バトル』（2000年9月まで放送されていた深夜番組『キャイ〜ン・寛平の女神の誘惑』のスペシャル版）をレギュラー化したもので、レギュラー化するにあたってキャイ〜ンのパートナーをユースケ・サンタマリアと中村江里子から藤井隆と白石美帆に変更した。

## 出演者
- 天野ひろゆき（キャイ〜ン）
- ウド鈴木（キャイ〜ン）
- 藤井隆
- 白石美帆 - 前期の出演者。2003年4月9日放送の『恋のバカヤロー!実録!世界恋バカ祭りスペシャル』の回をもって降板。
- YOU
- 辺見えみり
- 鈴木紗理奈

## スタッフ
- 総合演出：江藤俊久
- プロデューサー：合田隆信 → 園田憲、大久保竜
- 制作：TBSエンタテインメント（現・TBSテレビ）
- 制作著作：TBS

## コーナー
恋愛法廷
前期におけるメインコーナー。彼女から酷い仕打ちを受けた男性がその事実をスタジオにいる300人の女性陪審員に訴え、慰謝料獲得を目指す。
恋愛実態調査
街中のカップルなどから恋愛に関するアンケートを取り、その中でも特に多かった意見や際立った意見を紹介する。
美女と野獣カップル
見た目が怖かったりモテるとは思えない男性と、意外にもその男性と交際している美人の彼女を紹介する。
アイドル恋愛相談館
天野単独司会のコーナー。1980年代にアイドルとして活躍した芸能人を相談員に迎え、恋愛の相談を受ける。
OVER 30
ウドが街中で30歳以上の美女を探す模様を放送。
訳ありカップル
このコーナーの再現VTRは、他局の番組のパロディネタが多かった。

## エピソード
恋愛法廷企画で中川家が披露した過去のエピソードから、この2人には番組から慰謝料が支払われたが、当該回の放送後に兄の中川剛ができちゃった結婚を発表した。そのため、2人は再度番組に出演した際にネタで慰謝料を返却しようとしていた。